# They're Building Walls Around Us
"They're Building Walls Around Us" är en låt av Moneybrother från 2005. Den finns med på dennes andra studioalbum To Die Alone (2005), men utgavs också som singel samma år. Låten är skriven av Moneybrother, producerad av Jari Haapalainen och Björn Yttling och utgiven på Burning Heart Records. Skivan utgavs även som 12"-vinyl 2006 av det amerikanska skivbolaget Sabot Productions. Vinylutgåvan var limiterad till 520 exemplar.
Låten låg 16 veckor på Trackslistan mellan den 29 januari och 14 maj 2005, som bäst på andra plats. Den nådde också fjärde plats på Svenska singellistan.

## Låtlista

### CD
1. "They're Building Walls Around Us"
2. "Bum Fucked (for Sure)"
3. "They're Building Walls Around Us" (Spånka NKPG-remix)

### 12"
Sida A
1. "They're Building Walls Around Us" - 3:04
2. "Reconsider Me" - 3:33
3. "Strange in the Night" - 3:48

Sida B
1. "Feeling, Getting Stronger in the Dark" - 3:36
2. "Bum Fucked (for Sure)" - 4:36
3. "Eventually It'll Break Your Heart" - 3:45

## Medverkande musiker
- Patrick Andersson - bas
- Gustav Bendt - saxofon
- Viktor Brobacke - trombon
- Existensminimum - slagverk
- Indy - orgel
- Henrik Svensson - trummor
- Anders Wendin - sång, gitarr

## Listplaceringar
| Lista (2005) | Topplacering |
| ------------ | ------------ |
| Sverige      | 4            |

### Fotnoter
1. ↑  ”They're Building Walls Around Us”. Discogs.com. http://www.discogs.com/Moneybrother-Theyre-Building-Walls-Around-Us/release/480209. Läst 18 april 2012.
2. ↑  ”They're Building Walls Around Us”. Nostalgilistan. http://www.nostalgilistan.se/moneybrother-883/theyre-building-walls-around-us-6870. Läst 7 februari 2016.
3. 1 2  Placeringar på den svenska singellistan